# SHADOW BEAT
「SHADOW BEAT」（シャドウ・ビート）は、吉川晃司が1996年10月16日にリリースした23枚目のシングル。

## 解説
NHK総合テレビ「ポップジャム」オープニングテーマ。

## 収録曲
1. SHADOW BEAT
作詞：松井五郎・吉川晃司／作曲：吉川晃司／編曲：吉川晃司・菅原弘明
2. HEROIC Rendezvous
作詞：松井五郎／作曲：吉川晃司／編曲：吉川晃司・矢代恒彦

## 収録アルバム
- SHADOW BEAT
  - BEAT∞SPEED（1996年）
  - DON'T STOP ME NOW（1997年）
  - Double-edged sword（2009年）

- HEROIC Rendezvous
  - HEROIC Rendezvous（1998年）